# علاء حمزة
علاء حمزة (12 أغسطس 1959 -)، كاتب وروائي سوداني من مواليد مكة المكرمة. ساهم في كتابة العديد من المسلسلات السعودية، منها: شير شات وبيني وبينك وظل الحلم.

## أعماله

### في الدراما
- 2000: المشهد الاخير.
- 2004: امرأة لا تشبه القمر (مسلسل).
- 2004: أبو العصافير (مسلسل).
- 2005: أخواني أخواتي (مسلسل).
- 2006: أبو شلاخ البرمائي (مسلسل).
- 2007: بيني وبينك (مسلسل) الجزء الأول.
- 2008: بيني وبينك (مسلسل) الجزء الثاني.
- 2009: جاري يا حمودة (مسلسل).
- 2009: أبجد هوز .
- 2009: بيني وبينك (مسلسل) الجزء الثالث.
- 2010: بيني وبينك (مسلسل) الجزء الرابع.
- 2010: سليم ودستة حريم (مسلسل).
- 2011: ماشي.
- 2011: من عيوني.
- 2011: الخادمة.
- 2011: الشبح.
- 2011: قووول في الثمانيات.
- 2012: كلام الناس.
- 2012: من الآخر.
- 2013: كلام الناس 2.
- 2014: كلام الناس 3.
- 2014: سواق وشغالة.
- 2016: البيت الكبير.
- 2017: حياة ثانية.
- 2017: ظل الحلم.
- 2018:عطر الروح.
- 2018: شير شات.
- 2019: عندما يكتمل القمر.
- 2019: سوق الدماء.
- 2020: شغف.
- 2021: عندما يكتمل القمر 2.
- 2022: سندس.[2]
- 2024: ثانوية النسيم.[3]
- 2024: سندس 2
- 2024: خريف القلب.[4]
- 2025: طراد.
- 2025: عمتي نوير.[5]
- 2025: أكثر من خوات.
- 2025: حمود و أبوه.

### في الشعر
- له ديوان شعري بعنوان ( في مثل هذا الوقت من كل مساء ).

### في الصحافة
- كتب أسبوعيا في جريدة الوطن السعودية (نشرة نقدية/ كل يوم ثلاثاء).[6]

## وصلات خارجية
- الكاتب السعودي علاء حمزة : الشخصيات التي اكتبها هي مزيج من الواقع والخيال
- علاء حمزة
- مقالات علاء حمزة